# Changqing
För andra betydelser, se Changqing (olika betydelser).
Changqing, tidigare romaniserat Changtsing, är ett stadsdistrikt i Jinan i Shandong-provinsen i norra Kina.

## Källa
1. ↑  ”worldpostmarks.net”. Arkiverad från originalet den 2 januari 2015. https://web.archive.org/web/20150102101710/http://worldpostmarks.net/HTML%20Countries/china.htm. Läst 10 november 2014.